# 29394 Hirokohamanowa
29394 Hirokohamanowa este un asteroid din centura principală de asteroizi.

## Descriere
29394 Hirokohamanowa este un asteroid din centura principală de asteroizi. A fost descoperit pe 12 iulie 1996 la Nanyo de Tomimaru Okuni. Asteroidul prezintă o orbită caracterizată de o semiaxă mare de 2,68 ua, o excentricitate de 0,16 și o înclinație de 12,5° în raport cu ecliptica.